# Moût
Pour les articles homonymes, voir Mout (homonymie).

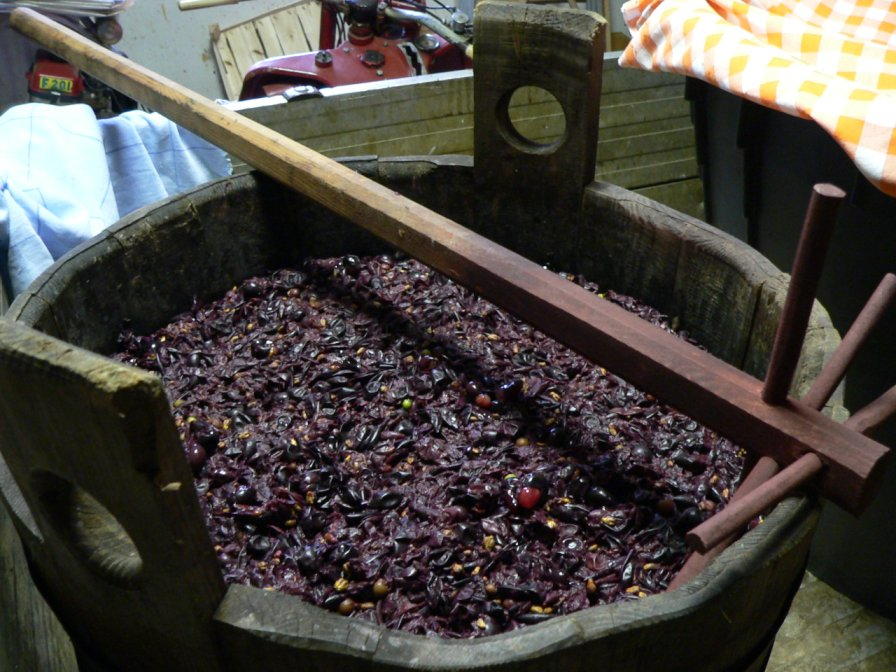
Raisin pressuré dans une gerle pour en faire du moût.

Le moût (ou mout) est une mixture obtenue par pressurage ou cuisson de végétaux ou d'extraits de végétaux. Essentiellement destiné à subir une fermentation alcoolique il a aussi servi à produire une fermentation acétique et, durant l'Antiquité, du sirop. Ce moût peut être extrait de fruits, graminées, tubercules, feuilles, fleurs…
Il est principalement caractérisé par sa teneur en sucres et par sa densité conditionnant sa fermentation alcoolique.
Pour le brassage de la bière et celle du single malt whisky, on utilise un moût d'orge commune maltée ; pour celui du saké du moût de riz. Outre le moût de raisins à partir duquel sont élaborés le vin et le vinaigre balsamique, les autres moûts les plus connus sont : le moût de pomme pour l'élaboration du cidre, le moût de poire pour celle du poiré, le vesou pour celle du rhum, le miel pour celle de l'hydromel, la sève pour celles du vin de palme et du vin d'érable, la mélasse pour celle du bioéthanol de betterave à sucre et de canne à sucre…
Le moût de raisin est la mixture obtenue par pressurage ou foulage des raisins, de laquelle est extrait le jus de raisin et avec laquelle est élaboré le vin, le moût non fermenté pouvant être additionné d'eau-de-vie de raisin pour produire du vin de liqueur ou cuit pour produire du vinaigre balsamique. Les résidus secs issus du moût de raisin constituent le marc de raisin, l'eau-de-vie de marc résultant de la distillation du marc dit de cuve ou de vin. 
Dans l'antiquité romaine, ce moût non-fermenté était très utilisé pour produire un sirop de raisin, éventuellement enrichi de miel et d'autres fruits pour en enrichir le goût et l'arome. Ce sirop était souvent volontairement préparé dans des bassines en plomb, le plomb améliorant la conservation du sirop, corrigeant l'acidité naturelle du raisin, en augmentant l'impression de goût sucré (l'oxyde de plomb a un fort pouvoir édulcorant), mais — ce qu'on ignorait alors — en empoisonnant le liquide qui devenait alors source de saturnisme.

## Constituants du raisin de cuve
Tous les cépages ont une constante dans leur structure (interne ou externe) et dans les constituants qui les composent. Le tableau ci-après résume ces éléments communs.
|                                      | Observation | Constituants                                                                                                  | Rôle en vinification                                                          |
| Peau environ 10 % du poids du grain  | Recouverte d'une fine poussière grisâtre : la pruine elle est constituée d'une enveloppe extérieure : la cuticule dont les cellules internes contiennent les vitamines B, C et P, des matières colorantes et odorants : l'hypoderme                         | * eau * sucres * tanin * cellulose * vitamines * Matières minérales, azotées, acides, colorantes et odorantes | Apport de ferments utiles : coloration, fruité, vitamines                     |
| Pulpe environ 85 % du poids du grain | C'est la partie la plus importante du grain Elle est généralement incolore sauf pour les cépages teinturiers Au pressurage, le centre de la pulpe s'écoule en premier, puis vient ce qui se trouve sous la peau et enfin la pulpe qui est autour des pépins | * eau * sucres * matières acides, minérales, azotées et pectiques                                             | Solvant de fermentation sous l'action des levures                             |
| Pépin environ 5 % du poids du grain  | Ce sont les graines de la vigne On en compte de 0 à 4 par grain | * eau * tanin * huile * matières hydrocarbonées, acides, azotées et minérales                                 | Au cours d'une fermentation en rouge, ils apportent tanin et matières azotées |

## Constituants du moût de raisin
Les moûts de vinification en rouge contiennent de l'eau, des sucres, des acides, des levures, ainsi que des matières azotées, pectiques, colorantes et odorantes.

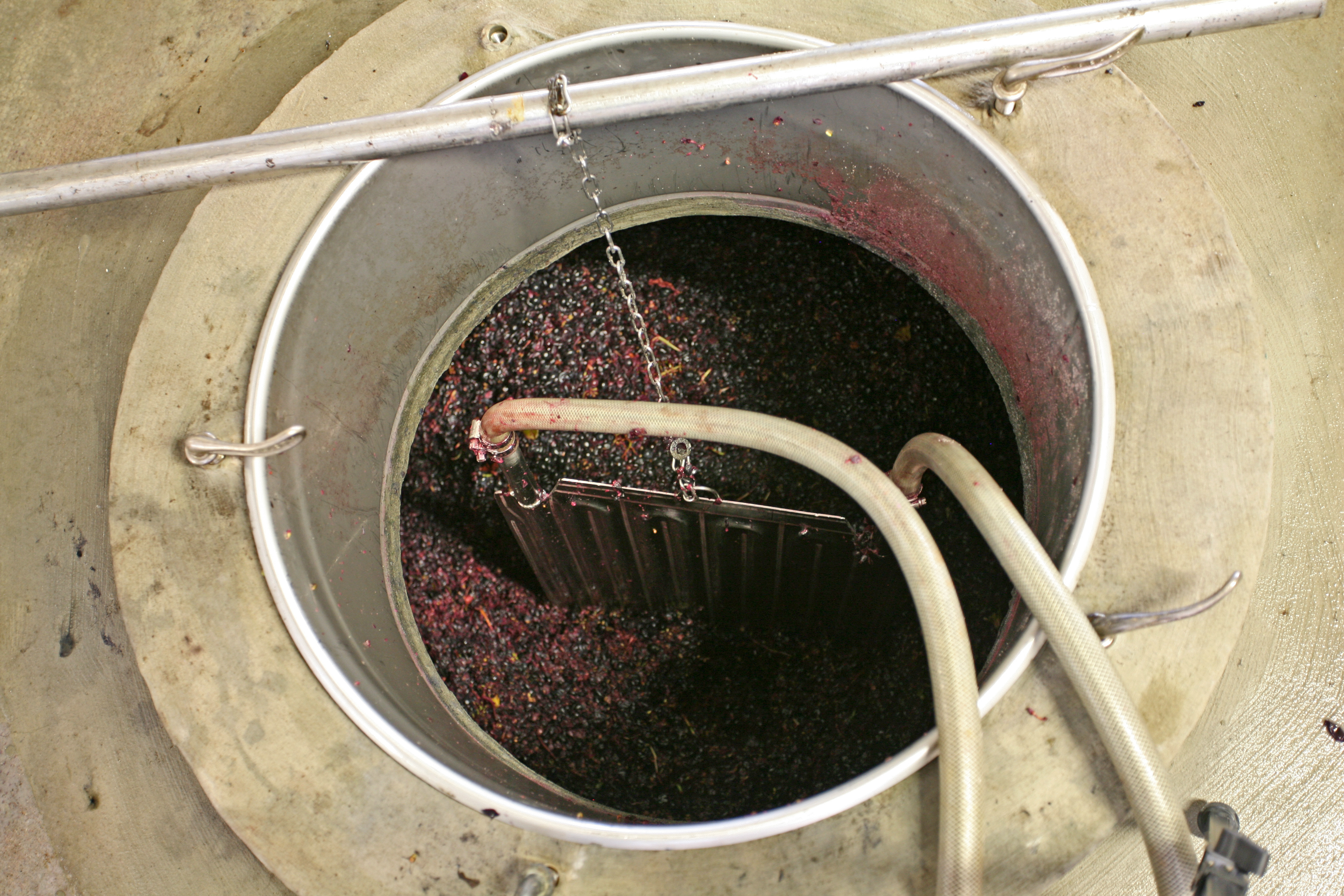
Moût de vendange rouge dont la fermentation est thermorégulée
(présence d'un drapeau réfrigérant permettant une macération à basse température).

### Eau
Le moût est composé de 70 % à 80 % d'eau dont le rôle dans la macération est de mettre en contact les différentes matières et de dissoudre certaines substances.

### Sucres
Ils sont présents avec un taux de 150 à 250 g/l. Sous l'effet de la photosynthèse chlorophyllienne se forment à l'intérieur du grain deux sortes de substances : les sucres infermentescibles et fermentescibles. Dans la première catégorie entre toujours le saccharose et, en surmaturation de certaines grappes, le xylose et l'arabinose.  Dans l'autre catégorie, les sucres réducteurs, comme glucose et fructose, sont fermentescibles sous l'action des levures et produisent des molécules d'alcool et de dioxyde de carbone.  

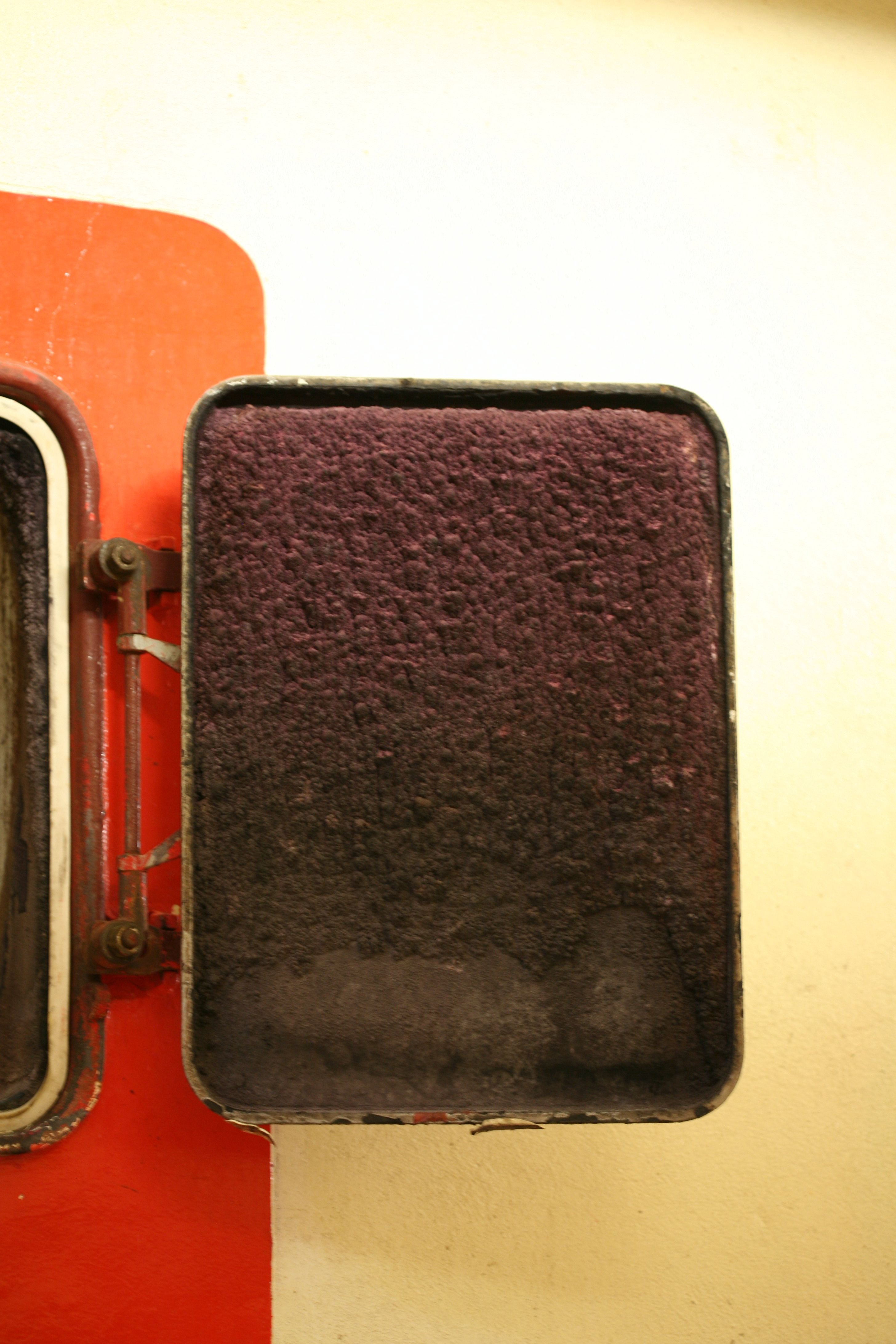
Dépôt de sels tartriques sur la porte d'une cuve de stockage.

### Acides
Classés en deux catégories : acides organiques et minéraux, ils sont présents avec un taux de 3 à 9 g/l. Les premiers se forment, en faible quantité, sous l'effet de la photosynthèse. Il s'agit de l'acide tartrique, de l'acide malique et de l'acide citrique. Ils se trouvent dans toutes les parties vertes de la vigne, soit à l'état libre, soit sous forme de sels. Les seconds d'origine minérale ne se rencontrent qu'à l'état de sels. Il s'agit de l'acide sulfurique, de l'acide chlorhydrique et de l'acide phosphorique. L'ensemble de ces substances a une action antibiotique contre les ferments de maladie et permet au vin de se conserver. De plus ces acides apportent corps et fraîcheur et avivent la couleur. Un vin sans acide est plat, un excès le rend dur.

### Minéraux
Ces sels sont puisés essentiellement dans le sol par les racines de la vigne. Leur présence est de 2 à 4 g/l. Le potassium représente à lui tout seul la moitié de cette matière minérale. Les autres 50 % sont constitués par ordre décroissant de calcium, magnésium, fer, manganèse, phosphore, chlore, soufre, carbone et silice. À titre d'exemple, en terrain sain, le sel (NaCl) ne représente que 400 mg/l et la règlementation n'autorise pas un taux supérieur à 1,5 g/l.

### Matières azotées
Cette matière azotée est puisée par les racines de la vigne dans un sol qui contient peu ou prou de nitrates. Elle se retrouve dans le moût entre 1 et 2 g/l. Elle a son utilité lors de la macération pour l'alimentation des levures viniques et disparaît presque totalement lors de la fermentation alcoolique. Sa présence plus importante dans des vendanges abîmées par des incidents climatiques (pourriture grise) doit être traitée afin d'éviter tout accident de conservation au vin. 

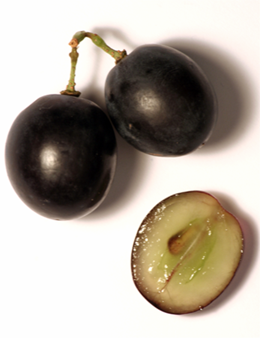
Raisin noir à jus blanc
les matières colorantes et odorantes se trouvent sous la peau du raisin.

### Matières pectiques
La pectine est présente, entre 0,20 et 7 g/l, sous la forme de sucres complexes dans le grain du raisin. Si un excès rend la clarification du vin difficile, sa présence à un taux raisonnable participe au bouquet de celui-ci et lui apporte velouté et moelleux.

### Matières colorantes
Elles se trouvent essentiellement sous la peau du grain de raisin et se classent en deux groupes : anthocyanes et flavones. Les anthocyanes colorent les végétaux en rouge ou violet selon la présence d'un milieu acide ou basique, tandis que les flavones les colorent en jaune. Ces matières solubles dans l'eau le sont encore plus dans l'alcool. Elles participent à la coloration du vin.

### Matières odorantes
Présentes entre la peau et la pulpe du grain, sous forme de traces, elles donnent au moût puis au vin jeune son fruité et son bouquet. Lors de l'élevage, elles interviennent dans la complexité des arômes. À la dégustation, chaque cépage peut être déterminé par les caractères spécifiques de ceux-ci.
Tableau récapitulatif
| Constituants        | Provenance                     | Stockage dans la grappe | Importance quantitative | Caractères essentiels Rôle et utilité | Effets néfastes pour le vin s'il y a excès        |
| Sucres              | Photosynthèse chlorophyllienne | Pulpe                   | 150 à 250 g/l           | 1 - Sucres fermentescibles : Glucose et fructose apport d'alcool 2 - Sucres infermentescibles : Saccharose, xylose et arabinose apport de moelleux      | déséquilibre : 1 - vin alcooleux 2 - vin sirupeux |
| Acides              | Minéraux et organiques         | Toute la plante         | 3 à 9 g/l               | Sulfurique, chlorhydrique et phosphorique apportent corps et fraîcheur Tartrique, malique et citrique : avivent les couleurs et s'opposent aux maladies | Vin dur                                           |
| Minéraux            | Sol                            | Toute la plante         | 2 à 4 g/l               | Vecteur du caractère et de la typicité du vin | NaCl < 1, 5 g/l                                   |
| Matières azotées    | Sol                            | Toute la plante         | 1 à 2 g/l               | Utiles pour l'alimentation des levures du vin | Influence la conservation du vin                  |
| Matières pectiques  | Origine organique              | Pulpe                   | 0, 20 à 7 g/l           | Favorisent le moelleux et le velouté | Clarification (vin louche)                        |
| Matières colorantes | Anthocyanes et flavones        | Peau                    | Traces                  | Couleur | Robe plus ou moins prononcée                      |
| Matières odorantes  | Origine organique              | Sous la peau            | Traces                  | Arômes | Vin plus ou moins aromatique                      |

## Traitements du moût
Le moût peut également subir d'autres traitements que la fermentation alcoolique, qui conduisent à différents produits utilisés dans le secteur vinicole :
- moût muté : moût dont la fermentation alcoolique a été empêchée (notamment pour la production du vin de liqueur)
- moût concentré : moût non caramélisé obtenu par la déshydratation partielle de moût ou de moût muté, à l'exclusion du recours au réchauffement direct utilisé dans le procédé de caramélisation, jusqu'à atteindre une densité non inférieure à 28 degrés Baumé.
- moût concentré rectifié : moût concentré dont on extrait les composés autres que le sucre, tels les acides organiques ou les composés phénoliques ; il est alors réduit à une solution de sucres. Le moût concentré rectifié est utilisé pour enrichir les moûts en sucre, donc le produit final en alcool. Il entre également dans la composition du vinaigre balsamique d'entrée de gamme et pour sucrer les confitures étiquetées 100 % fruit.
- moût cuit : moût partiellement caramélisé par cuisson en récipient ouvert. Ce moût cuit peut être transformé en vinaigre après fermentation acétique. Ce vinaigre est dénommé vinaigre balsamique au terme d'un élevage en fûts de bois ayant augmenté sa concentration.
- moût filtré doux : moût partiellement fermenté, et dont la fermentation a été bloquée par filtration ou centrifugation, et à l'aide éventuelle d'autres traitements et pratiques autorisés.